# Promethes albiventralis
Promethes albiventralis är en stekelart som beskrevs av Diller 1984. Promethes albiventralis ingår i släktet Promethes och familjen brokparasitsteklar. Inga underarter finns listade i Catalogue of Life.